# 卡西姆港
穆罕默德·本·卡西姆港（烏爾都語:  بندر گاہ  محمد بن قاسم）是巴基斯坦喀拉蚩一座位於阿拉伯海的港口。
卡西姆港的修建是在1970年代，目的是為了疏緩喀拉蚩港的沉重負荷。卡西姆港的名稱來自穆斯林將軍穆罕默德·本·卡西木，他于712年率军征服了信德沿海地区。卡西姆港的發展與位於印度河三角洲附近的巴基斯坦鋼鐵公司有密切的關係。卡西姆港居民住在鄰近的賓·卡西姆鎮，該鎮屬喀拉蚩市。
卡西姆港是由卡西姆港務局負責經營運作，該港是巴基斯坦第二大第二繁忙的港口，處理了大約35%巴基斯坦的貨物（每年約1700萬噸）。它位於印度河的舊航道上，距離喀拉蚩市中心東方35公里。港區總面積大約是4平方公里，而接鄰的周邊工業區大約是45平方公里。有一條45公里長的航道連抵港口，為船隻提供75,000噸的安全航海的負荷量。卡西姆港在地理上鄰近主要航線，並在對內交通上具有優勢條件，到巴基斯坦高速公路僅15公里、距國家鐵路幹線14公里，並有六條鐵道網與港口碼頭做立即的連結、離真納國際機場只有22公里。

## 碼頭
卡西姆港一共有九座泊位提供貨物裝卸：
- 散裝雜貨碼頭四座，各有200公尺長。
- 卡西姆國際貨櫃碼頭兩座，各有300公尺長。
- Engro Vopak化學碼頭一座。
- Fotco原油碼頭目前有一座，不過將來可能會發展成四座的潛力。
- 鐵砂和煤炭碼頭一座（279公尺長）巴基斯坦鋼鐵公司（英语：Pakistan Steel Mills）專用。

港口嘴的潮汐變化是在0.5公尺至3.5公尺之間。港口不僅是與海洋良好的連結，也通過良好的鐵公路運輸網和內陸地區有良好連結。

## 擴建
卡西姆港的未來擴建包括將航道加寬加深，以及設立液態貨物碼頭、一座液化石油天然氣碼頭、穀類碼頭和貯存設施、多纖維碼頭和海水淡化設施。

## 環境
港口當地附近有一些紅樹林，而這些紅樹林不斷地受到人類活動的威脅破壞。
2003年8月一艘希臘籍油輪Tasman Spirit在航道中擱淺漏油，航道西側被漏油所佈滿。此事對當地環境造成相當大的傷害，包括大量的魚群和烏龜死亡、紅樹林生態被破壞以及數十人受到原油污染感到不適。

## 連結
- 卡西姆港務局（页面存档备份，存于）
- 巴基斯坦國家船運公司 （页面存档备份，存于）
- 巴基斯坦投資局

24°46′N 67°20′E / 24.767°N 67.333°E